# Masato Yoshihara
Masato Yoshihara (født 27. oktober 1991) er en japansk fodboldspiller.
Han har spillet for flere forskellige klubber i sin karriere, herunder Avispa Fukuoka.